# Etzelwang
Etzelwang est une commune de Bavière (Allemagne), située dans l'arrondissement d'Amberg-Sulzbach, dans le district du Haut-Palatinat. La commune fait partie de la communauté administrative de Neukirchen bei Sulzbach-Rosenberg.
Etzelwang abrite sur son territoire le château de Neidstein, construit au XVIe siècle, profondément restauré au XIXe siècle.

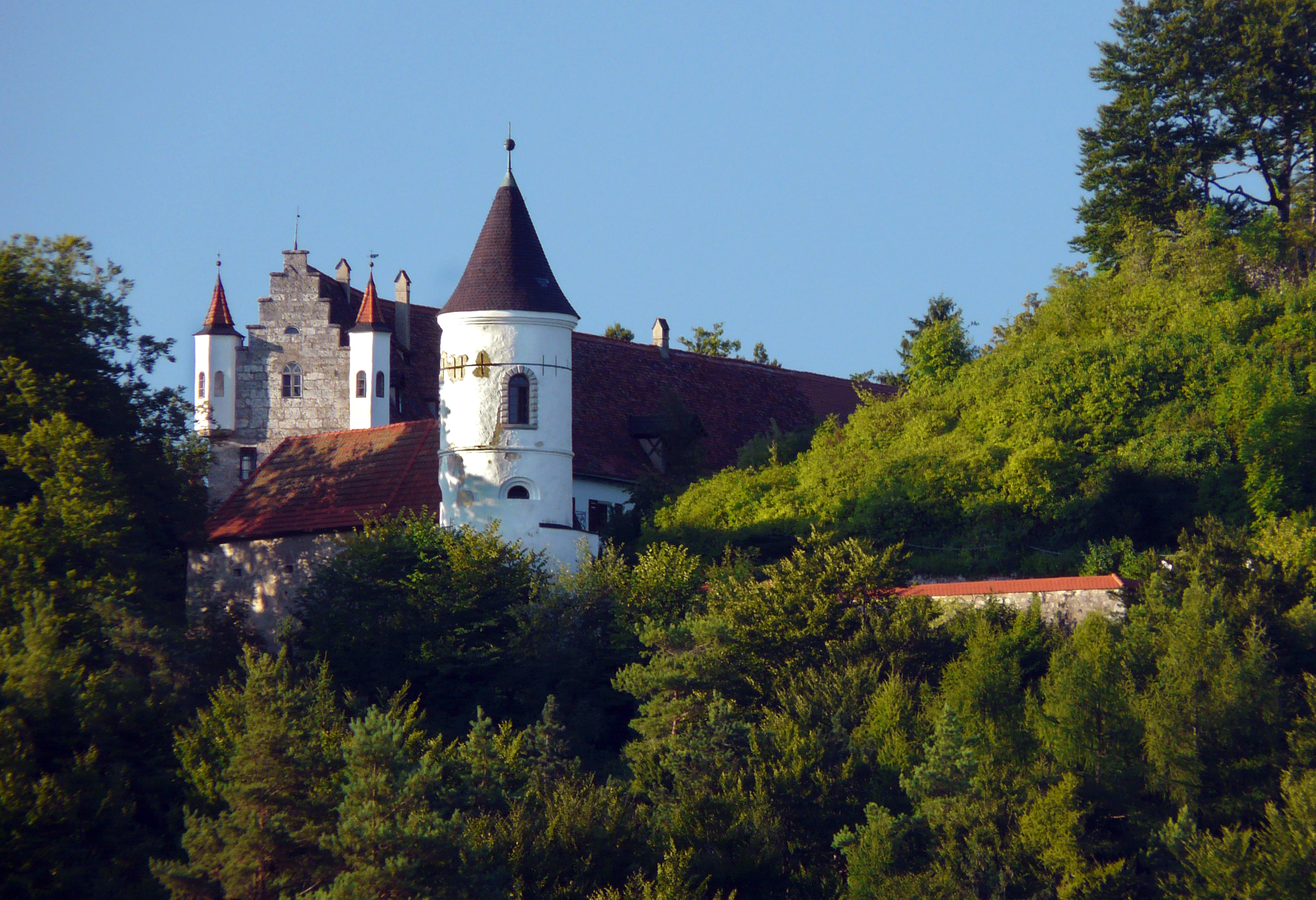
Le château de Neidstein